# Axel Olson
Karl Axel Bernhard Olson, född 22 oktober 1899 i Halmstad, död 7 september 1986 i Halmstad, var en svensk målare, tecknare och grafiker, som tillhörde Halmstadgruppen.
Axel Olson var bror till Erik Olson och Torsten Hugo Olson. År 1915 bildade han gruppen Gnistan tillsammans med Erik Olson och kusinen Waldemar Lorentzon. År 1919 debuterade han vid en utställning i Halmstad, vilket ledde till en kontakt med Gösta Adrian-Nilsson. År 1922 reste han till Italien och Tyskland för att måla. Året därpå bosatte han sig i Berlin och blev elev till Alexander Archipenko. I Berlin blev han bekant med kontinentens avantgardemåleri som kubism, futurism och konstruktivism.
År 1924 återvände Axel Olson till Halmstad, där han bildade och blev lärare för gruppen De unga tillsammans med Sven Jonson och Esaias Thorén. För att försörja sig arbetade han en tid även som reklammålare. År 1929 var han med om att bilda Halmstadgruppen.
Axel Olsons konst präglades till en början av kubismen men liksom de övriga konstnärerna i Halmstadgruppen orienterade han sig under 1930-talet mot surrealismen. Han hämtade ofta sina surrealistiska motiv från sin vardagliga omgivning, ofta med plogar och ankare som återkommande motiv. År 1937 ställde han ut i London.
Vid krigsutbrottet 1939 målade Olson ett av sina mest kända verk Hamn. Händelserna under andra världskriget återspeglas också i andra målningar som Svart kväll (1940). Under 1940-talet deltog han i den så kallade Söndrumskolonin, ett konstnärskollektiv med bland andra Sven X:et Erixson och andra medlemmar av Halmstadgruppen. År 1944 gifte han sig med Anna-Lisa Falck (1905-1988).
År 1948 reste Axel Olson till Paris och kom där i kontakt med fransk nonfigurativ konst som satte spår i hans måleri. En resa till Provence inspirerade honom också till en ljusare kolorit i början av 1950-talet. Under 1960-talet återknöt han till ett surrealistiskt bildspråk.
Efter att ha drabbats av en svår ögonsjukdom med hotande blindhet, målade han Ögat (1974). Under 1970- och 1980-talen blev motiv från den halländska kusten en inspirationskälla; båtar, fiskeredskap, musslor och snäckor förekom ofta i Olsons verk. Olson finns representerad vid bland annat Nationalmuseum i Stockholm, Hallands konstmuseum, Norrköpings konstmuseum och Örebro läns landsting.